# Chamaeza
Chamaeza  es un género de aves paseriformes perteneciente a la familia Formicariidae, que agrupa a especies nativas de América del Sur, donde se distribuyen desde el norte de Venezuela hasta el sur de Brasil, noreste de Argentina y este de Paraguay por el este, y sureste de Perú y oeste de Bolivia por el oeste. A sus miembros se les conoce por el nombre común de tovacáes, y también chululúes o rasconzuelos, entre otros.

## Etimología
El nombre genérico femenino «Chamaeza» proviene del griego «χαμαι khamai »: en el suelo y «ζαω zaō»: vivir; significando «que vive en el suelo».

## Características
Las aves de este género son bastante grandes, miden entre 19 y 22,5 cm de longitud; son hormigueros terrestres regordetes que habitan en el interior de selvas húmedas o montanas. La mayoría son similares y se distinguen mejor por sus cantos adorables que se escuchan desde lejos. Todos son mucho más oídos que vistos. El plumaje se caracteriza por el patrón bien marcante de las partes inferiores. Frecuentemente caminan con las colas parcialmente levantadas. Construyen sus nidos en lo alto de un tocón o en una barranca.

## Lista de especies
Según el orden filogénico de la clasificación del Congreso Ornitológico Internacional (IOC, versión 7.1, 2017) y Clements Checklist v.2016, el género agrupa a las siguientes especies con el respectivo nombre popular de acuerdo con la Sociedad Española de Ornitología (SEO):
- Chamaeza campanisona (Lichtenstein, 1823) - tovacá colicorto;
- Chamaeza nobilis Gould, 1855 - tovacá noble;
- Chamaeza meruloides Vigors, 1825 - tovacá críptico;
- Chamaeza ruficauda Cabanis & Heine, 1860 - tovacá colirrufo;
- Chamaeza turdina Cabanis & Heine, 1860 - tovacá turdino;
- Chamaeza mollissima Sclater, 1855 - tovacá barrado.